# Segreteria di Stato per la formazione, la ricerca e l'innovazione
La Segreteria di Stato per la formazione, la ricerca e l'innovazione SEFRI nel Dipartimento federale dell'economia, della formazione e della ricerca DEFR è il centro di competenza della Confederazione svizzera per le questioni nazionali e internazionali connesse alla politica in materia di formazione, ricerca e innovazione.
Diretta dalla Segretaria di Stato Martina Hirayama, la SEFRI conta 280 collaboratori e dispone di un budget annuo di circa 4,5 miliardi di franchi.

## Compiti
Nel sistema Educazione, Ricerca, Innovazione (ERI) della Svizzera, improntato al federalismo, sono impegnati numerosi attori: enti pubblici e privati forniscono servizi, provvedono al loro finanziamento, legiferano in materia e si occupano della gestione strategica del settore.
La Segreteria di Stato per la formazione, la ricerca e l'innovazione, l'autorità federale competente per le questioni ERI, persegue in particolare i seguenti compiti:
- sviluppare una strategia globale per lo spazio svizzero della formazione, della ricerca e dell’innovazione, pianificando le prestazioni e le risorse della Confederazione;
- favorire l’interconnessione della Svizzera sul piano internazionale e la sua integrazione nello spazio europeo e mondiale della formazione, della ricerca e dell’innovazione;
- garantire un’offerta formativa ampia e variegata e l’equivalenza e permeabilità delle vie della formazione generale e di quelle della formazione professionale;
- garantire e migliorare la qualità e l’attrattiva della formazione professionale[3] in funzione dell’evoluzione dei bisogni del mercato del lavoro;
- assicurare che l’insegnamento e la ricerca nelle scuole universitarie siano di qualità elevata[4][5];
- promuovere la ricerca e l’innovazione coordinando i compiti e i provvedimenti degli organi federali competenti[6];
- promuovere e coordinare le attività svizzere nel campo dell’esplorazione e dell’utilizzazione dello spazio extra-atmosferico.

La SEFRI svolge i suoi compiti coinvolgendo i Cantoni e le organizzazioni del mondo del lavoro, come pure le istituzioni e gli organi delle scuole universitarie e della promozione della ricerca e dell’innovazione. Nel suo settore di competenza è l’interlocutore delle autorità e istituzioni nazionali e internazionali; rappresenta la Confederazione in consessi nazionali e la Svizzera in consessi internazionali.
La SEFRI è l’organo nazionale di riferimento per il riconoscimento di qualifiche professionali estere e garantisce il coordinamento fra i servizi competenti. È competente inoltre per il riconoscimento delle maturità cantonali e per la comparabilità Adeguamento di ordinanze a seguito della riorganizzazione dei dipartimenti delle qualifiche professionali come pure per il riconoscimento di diplomi e certificati esteri di formazione professionale o istruzione universitaria.

## Risorse
Le risorse della SEFRI per la promozione della formazione, della ricerca e dell’innovazione ammontano a circa 4,5 miliardi di franchi l’anno.

## Storia
La SEFRI è nata il 20 dicembre 2012 dalla fusione tra la Segreteria di Stato per l’educazione e la ricerca (SER, allora sotto il Dipartimento federale dell’interno) e l’Ufficio federale della formazione professionale e della tecnologia (UFFT, allora sotto il Dipartimento federale dell’economia) ed è entrata in attività il 1º gennaio 2013. Oggi l’intero settore della formazione, della ricerca e dell’innovazione è riunito all’interno del Dipartimento federale dell’economia, della formazione e della ricerca (DEFR).